# Hadrurochactas brejo
Espèce
Synonymes
- Broteochactas brejo Lourenço, 1988

Hadrurochactas brejo est une espèce de scorpions de la famille des Chactidae.

## Distribution
Cette espèce est endémique du Ceará au Brésil. Elle se rencontre vers Maranguape.

## Description
La femelle holotype mesure 26,4 mm.

## Systématique et taxinomie
Cette espèce a été décrite sous le protonyme Broteochactas brejo par Lourenço en 1988. Elle est placée dans le genre Hadrurochactas par Soleglad et Fet en 2003.

## Publication originale
- Lourenço, 1988 : Première évidence de la présence d'une faune scorpionique amazonienne relictuelle dans le Brejos de la Caatinga du Nord-Est du Brésil. Comptes-rendus du Xe Colloque Européen d'Arachnologie Bulletin de la Société Scientifique de Bretagne, Rennes, vol. 59, H.S. 1, p. 147-154 (texte intégral).